# Парк-паметник на българо-съветската дружба
„Парк-паметник на българо-съветската дружба“ е най-големият паметник във Варненска област. Той е сложно и уникално инженерно-строително съоръжение. Намира се на Турна тепе в североизточната част на града, на 95 m надморска височина. На мястото на паметника е имало лозови масиви, барутен погреб със щерна, а след това братска могила на участници в съпротивителното движение до 1944 г. Костите от „Братската могила“ са преместени на 7 септември 1958 година в новия „Пантеон“ във Варна. Идеята за построяването на паметника е от 8 май 1958 година, но конкурсът е претърпял неуспех. През есента на 1973 година е направен нов конкурс, на него били одобрени проектите на варненските скулптури Евгени Баръмов, Альоша Кафеджийски и Камен Горанов. Първата копка е направена на 4 ноември 1974 година. В следващите седем месеца над 27 000 души са работили доброволно.
Паметникът е висок 23 m и широк 48 m, под него има изградено бомбоубежище и няколко помещения. За построяването са излети 10 000 тона бетон. Площадката, където е построен паметникът, е с площ 400 m2 и е положена мозайка от речна баластра. В средата на арката бил поставен разпукан бронзов куб, от който горял „вечен огън“. За поддържането на огъня на денонощие изгаряли по четири бутилки газ. В крилата били направени празнични зали. На паметника има седем фигури високи 11,5 m. На хълма са посадени над 11 хиляди храста и над 10 хиляди дървета, направена е специална напоителна система. До паметника води стълба с 302 стъпала, преброени от варненеца Добромир Николов (Шарана), наречена „Стълба на победителите“. При завършването на стълбището посадили два сребърни бора, символизиращи дружбата. Парк-паметникът на българо-съветската дружба е бил открит на 13 ноември 1978 година. Така паметникът е функционирал до 1989 година и след това бил разграбен, а входът – зазидан.